# Эвертц, Эрнест Иванович
Эрнест Иванович Эвертц (1834—1872) — русский военный инженер, участник Севастопольской обороны.

## Биография
Эрнест Эвертц родился в 1834 году. Обучаясь в Николаевском инженерном училище, он не успел окончить офицерских классов, так как наступившая Крымская война заставила его ехать в Севастополь, в обороне которого он принимал деятельное участие. Назначенный на один из опаснейших пунктов оборонительной линии — редут Шварца, Эвертц выказал энергичную деятельность и храбрость. Будучи в ночь на 25 апреля контужен ядром в голову и лишившись при этом навсегда правого глаза, Эвертц тем не менее вскоре же снова вернулся в Севастополь и находился сначала при Тотлебене, а затем, до конца обороны, при генерал-лейтенанте Хрулёве. С последним Эвертц, между прочим, участвовал в храброй, но неудачной попытке Ладожского полка выбить французов с Малахова кургана.
По окончании войны Эвертц производил работы в Николаеве по устройству прибрежных батарей, затем был переведён в гвардейские инженеры и командирован для пограничного исследования западного района.
С 1859 до 1863 год Эвертц находился при постройке Варшавской железной дороги, а в 1863 году был назначен начальником искусственного отделения Главного инженерного управления.
В 1866 году Эвертц перешёл на должность штаб-офицера по поручениям при главном инженерном управлении и в то же время помещал статьи в «Инженерном журнале» за подписью «тц». Из его статей особенного внимания заслуживают те, которые трактуют о применении инженерного искусства во время Гражданской войны в США.
В 1869 году принимает участие в строительстве железной дороги Москва — Смоленск, но уже в следующем году он вынужден был покинуть работы вследствие явно обнаруженных признаков душевной болезни, как результата контузии, полученной им под Севастополем. Родные поместили его в больницу для душевнобольных в городе Пирне в Германии. Лечение было вначале настолько успешно, что Эвертц мог покинуть лечебницу и вернуться обратно в Россию, но неизлечимая болезнь (органическое изменение верхней части мозга) развилась, и рассудок его опять помутился. После двухлетних страшных страданий Эвертц скончался в 1872 году.